# Pilbaraxius
Pilbaraxius is een geslacht van kreeftachtigen uit de klasse van de Malacostraca (hogere kreeftachtigen).

## Soort
- Pilbaraxius kariyarra Poore & Collins, 2009